# 守護貓娘緋鞠
《守護貓娘緋鞠》是的良米蘭的日本漫畫作品，並被改編成同名電視動畫。

## 概要
漫畫在富士見書房的雜誌月刊Dragon Age自2006年7月號至2013年10月號連載，也是該作者的第一部「普通向」連載作品，但中文版漫畫第三卷、第四卷及第六卷在台灣被列為限制級，作者以及製作人員略稱為。台灣及香港地區中文版由台灣角川書店代理發行。
連載的標示並不是常見的「第1話、第2話、……」而是「第一隻、第二隻、……」，但是並不是每一篇有任何動物登場。
2009年公佈電視動畫化的計畫。並於2010年在神奈川電視台播放。

## 故事簡介
天河優人是一個非常普通的高中生。七年前父母去世，而獨自一人生活。而常常受到身為青梅竹馬的凜子的照顧，除此之外是個非常平凡的少年。對貓異常過敏，所以凜子如果對叫不起床的優人會將她的愛貓當作終極武器來使用，逼迫優人起床。
正當優人迎接了16歲的生日的早上，神秘的美少女「緋鞠」突然出現了。原來優人是守護人類的除妖世家「鬼斬役十二家」當中天河家的末裔，當16歲時便成為現任當家，而緋鞠正是效忠天河家的，根據優人的祖父的約定，從今之後「守護」著優人。隨著優人與緋鞠不斷接受退魔委托，妖怪化身的美少女角色亦逐一登場，再加上青梅竹馬九崎凜子的捲入，戀愛大戰隨即爆發。

## 登場人物

### 主要人物
天河優人（聲：平川大輔）
身高165cm、5月30日生（雙子座）、血型B型。
本作品的男主角。剛滿16歲的少年，七年前父母因車禍過世，而獨自一人生活。個性非常溫柔善良，有著深卡其色的短髮，體格與同年紀比較起來，稍微有一點瘦，也不擅於運動。
真實身分為斬鬼者十二家序列第陸的天河家後裔，其特殊能力為渡光，能夠加強物品的能力。不過由於父母想要優人遠離妖怪的世界而搬離了天河老家，並由序列第貳的上櫻家製作強力的護符，封印其能力、記憶以及斬鬼者的氣味以防妖怪追殺，而一直疏於修練，直到緋鞠到來之後才開始慢慢地尋回天河家的力量。
雖然身為斬鬼者，但是夢想是妖怪與人類和平共存。
有著重度的貓毛過敏，只要緋鞠露出貓耳或是變回貓妖本體，優人的眼淚和鼻涕就會流個不停。是九惠守小時候為了讓優人遠離緋鞠而下的法術。
於60話中九惠守解除了優人的貓過敏。
在75話（結局），確定成立后宮。
緋鞠（聲：小清水亞美）
身高157cm、12月21日生（射手座）、三圍88（F）·56·85。
本作主要女主角。優人16歲生日時，估計與優人同歲，與凜子上學途中出現的神秘美少女。留著深藍帶黑的長髮，並使用紅絲帶綁著馬尾，看到老鼠、鱼也会兴奋。虹膜的顏色是帶有紅色的紫色，凜子稱呼為貓咪公主，角色形象為年輕黏人的高中生妻子。
事實上她是天河家某一先祖收伏的貓妖一族後裔，這個貓妖世家被收伏後，世世代代跟隨天河家，而她是由優人的祖父母接納進天河家並拉拔到大，優人祖父母雙雙病逝後她與座敷童子加耶一起生活，直到優人16歲生日的到來，喜歡優人。
實質上優人未碰到凜子之前，他跟年幼的緋鞠一起長大一起玩耍，之後優人搬家後對過去的回憶都被護身符消逝大半，而緋鞠正嘗試用肌膚之親把優人的回憶找回來，據說當優人受到中度傷害或被戰鬥意識沖昏理智時會暴走（無理性濫殺）。
平常以美少女的容貌示眾，稱呼優人為“少主殿下”，喜歡黏著他。武器是名為安綱的日本刀，是無論什麼樣的敵人都能擊倒的強大存在；相反的，要是安綱不在身邊，戰力則會大幅下降，此點在對上靜水久和玖惠澄時可以明顯觀察出。而戰鬥中，妖的本性顯露出來後，貓耳與尾巴會突然長出來。且因為是貓，所以會怕水，雖然平時的下雨、入浴沒問題，可一但水深到腳無法觸地便會渾身無力；但動畫第二集，優人將被靜水久刺殺前，緋鞠不僅擺脫了海葵觸手，且從海中躍起，阻止其行動。
於63話擊敗玉藻前並進入狂化狀態。
於67話成功的逆推優人，但因另一人格出現，消失在月夜中。
在結局終於回復正常，而且在狂化時被心中一絲理智控制，沒有傷害任何人。
聽了眾人對優人所作所為後，打算再次逆推優人。
九崎凜子（聲：野水伊織）
身高156.5cm、4月9日生（牡羊座）、血型A型、三圍75（A）·57·84。
與優人同年的青梅竹馬。常常照顧失去家人的優人。形象女孩性格男孩的活潑女孩。運動能力是人類一流，號稱為學校運動社團的代打救星，但還是輸給緋鞠，因為她的運動能力遠超越人類，角色形象為活力青春的鄰家女孩。
養一隻叫蘭丸的貓，若凜子命令他跳到優人臉上，他會接受命令，讓優人因為過敏而眼淚鼻涕直流。
有時候會因為自己是普通人而感到與優人的距離愈來愈遠，在結局中成為負責抓姦的角色。
得知緋鞠的打算，也要跟著逆推優人。
靜水久（聲：真堂圭）
身高130cm、1月31日生（水瓶座）（自稱）、三圍60（AA）·45·72。
本身為蛟（類似於棲水的妖龍）的女妖怪。由於棲水而水性良好，與水有關的事物都可以變成她的戰鬥武防器具，所以比一般人更愛喝水。動氣時身上時常會冒出水滴。角色形象為表象陰沉、實為表情豐富而多話，身材帶有一點嬰兒肥的小女孩（或是身型嬌小的小女生）。
優人在一次陪緋鞠去自家附近的山林裡，清理棲於此地的妖怪群時，在優人落單時雙方碰面，其後各在海邊跟優人自家時各發動一次突襲，欲以消滅斬鬼者，卻被優人的優柔寡斷行為跟和平宣言給嚇到，為了檢視優人是否會改變心意而住進優人的家，因而漸漸地喜歡上優人，目標是色誘優人。
在30話與九惠守商量，要殺死地走家的後裔，結果再一次被優人感化。
在75話逆推優人。
神宮寺久惠澄（聲：松岡由貴）
身高158cm、10月17日生（天秤座）、血型AB型、三圍86（E）·56·85。
斬鬼者十二役中神宮寺家的當家，16歳。神宮寺家操縱不同於其他家系的魔術力量，因此被視為異端，名列十二家系最末位，後來家族逐漸傾向於西洋黑魔術，而久惠澄是其中的佼佼者，擅長使用火焰魔術，留學英國時與過激派的魔法使們有著相當程度的交流，遍覽各種西洋黑魔法書。
與天河家的優人小時候訂立結盟婚約，是優人的未婚妻，也因此常跟緋鞠有所爭執。希望藉由天河家的渡光強化自身家系的力量，後來與緋鞠達成休戰協議，不再敵視對優人友好的妖怪。身穿哥德蘿莉的裝扮。
對人不太信任，（一開始）對妖怪敵意很強，但是對優人有病嬌等級的感情。
頭髮原是黑色的，但為了得到力量而做為代價，才變成現在的銀髮。
於61話與酒吞童子同歸於盡。
於64話末再度登場，因為與魔導書的契約關係而半強迫地不老不死。
在75話帶頭逆推優人。
莉茲麗特·L·查爾斯（聲：大龜明日香）
身高157cm、2月22日生〈雙魚座〉、血型紅茶型、三圍91（G）·57·87。
一個古典英國茶杯的付喪神。體内的血液是紅茶。目前杯子（本體）跟杯盤被一間咖啡廳妥善保存，這個杯靈也順勢在咖啡廳裡當起外場服務生，表情十分豐富，角色形象為金髮雙馬尾、性格落落大方而溫柔、時而羞臉泣淚，常掛著笑容（包括苦笑）的巨乳青春美少女女僕。
鑑視茶葉、沖泡紅茶的技術了得，在一次因懼怕優人力量而下毒的這一個小動作，使得當時在咖啡廳打工的緋鞠與莉茲大打一架，在緋鞠找出茶杯本體並因為手滑拿不穩，茶杯差點摔破在地上時優人護杯成功，優人的和平宣言更讓莉茲化解敵意並喜歡上優人。
在75話逆推優人。

### 人類
柾木泰三（聲：鈴木達央）
優人的同班同學。有個妹妹。
喜好女色且相當積極，不过战绩并不傲人。
嶋村有（聲：嶋村侑）
稱呼為班長。優人與緋鞠班上的班長，戴著眼鏡。擁有不錯的上圍跟纖細身材。有時喜歡捉弄優人。喜歡玩遊戲。
曾一度遭到玉藻前所操控，在58話經由優人的吻而脫離控制。
在75話跟凜子一起抓姦，並一起痛毆剛被後宮們逆推的優人。
如月冴（聲：根谷美智子）
優人、凜子與緋鞠班上的導師。關心學生的老師，但有時對學生一些特別的事睜一眼閉一眼（當緋鞠要吃掉優人時，她說：「我不會太干涉同學們的行為，趕快解決吧。」）；最大的缺點是上咖啡廳時指定在吸菸區，完全不在乎學生會吸到二手菸。
鏑木兵吾（聲：藤原啟治）
屬於國內超自然現象專門部署警備局的公安。主要任務是協助斬鬼者解決國內的妖怪作亂事件。目前主要是協助神宮寺家與天河家。

### 妖怪
加耶（聲：本多真梨子）
優人祖父母家所育的座敷童子（類似於房屋「或家庭」守護靈），因為以前與緋鞠生活的情況下，變的有點喜歡上緋鞠，對於優人有一種抱著情敵出現的心態存在，時節點上加耶的地位比緋鞠還低，目前一人顧著老家。
在56話中身穿女忍者裝。
文（聲：小菅真美）
緋鞠麾下的文車妖妃，經常作為信差在優人家與天河老家之間來回。腹內可以容納許多武器，但是取出時都是把它們吐出來。
在75話逆推優人。
影月
為火車，特殊技能是千里眼，靜水久的朋友。原本的外表是很奇怪的黑色妖怪，後來不知為何一直以死魚眼男子的形象出現。為了幫忙討伐酒吞童子以及玉藻前而到處奔走。
明夏羽（聲：高橋智秋）
優人回鄉時遇上的飛緣魔，手可伸長且吸血的妖怪，被優人感化後就對他有好感。
在75話逆推優人。
沙砂（聲：仁後真耶子）
優人回鄉時遇上的一本踏鞴，單眼是特徵。比較喜歡穿裙子，因為可以隨時切換為單腳或雙腳。身體很重、胃口很大。外表像個女孩子，但是實際上是男性。
小冬
雪女，僅出現於漫畫單行本第7、8卷。
酒吞童子（聲：菊池正美）
日本三大惡妖怪之一，是最強的鬼。非常憎恨毒殺他的人類，尤其對緋鞠的配劍童子切安綱特別敏感。在現世中還沒完全復活，只是個破片；為了向人類復仇而幫助玉藻前恢復力量。外表是個美型男；由於鬼的特質，會吸引大量幽靈來幫助他恢復力量。
在漫畫60話被重傷的神宮寺九惠守消滅。
似乎是喜歡玉藻前。
玉藻前（聲：水原薰）
真實身分是日本三大惡妖怪之一的白面金毛九尾狐。目前還是個破片，因此在日本各處一直吃妖怪來恢復力量。外表是個小女孩，兩側的頭髮為直捲的髮型，在第7卷時由於恢復了相當多的力量而變為成人，但是後來被緋鞠打回到小孩的模樣。對緋鞠深藏不露的妖力非常感興趣。
於63話遭到緋鞠擊敗後，由於受到太大的傷害，心智因而退化到幼兒狀態；受感化後寄住在優人家。
在漫畫第75話自身知情的情形下其兩位手下與眾女角們逆推優人

### 小説版角色
銀子
小說第2卷登場（漫畫於44話登場），為狼妖。目前與加耶住在天河老家。喜歡優人。

## 斬鬼者
在日本所流傳的專門斬除有害妖怪的驅魔師，在日本一共有十二個家族。世世代代以來事實上都被日本政府所操控，斬鬼者藉由斬妖除魔來得到金錢以及地位。
土御門
〈序列第壹〉
能力為陰陽術，繼承了安倍氏之流的陰陽道家系，土御門家的男性號稱是最強的斬鬼者，而事實上土御門家是其他斬鬼者的首領。
現任當家：土御門愛路（代理）
上櫻
〈序列第貳〉
使用的是靈符咒術，大戰後，意識到非人類的強大力量會給自己帶來危險，於是將能力全都封印起來。自那之後，便不知去向，消失在世間。
現在狀況：斷絕
各務森
〈序列第參〉
驅使古神道鏡守術式封魔法的一族。並非將對象“根絕”，而是“封印”。其當家為可以讓左右眼寄宿獸之眼的巫女。
現任當家：各務森飛白
弧月鏡
〈序列第肆〉
於咒殺術和醫療術特化的家族，由咒禁道發源。在過去的大戰中，被獨逸古代遺產協會派出的兩家之一。
現在狀況：斷絕
寶條
〈序列第伍〉
操縱電磁波的一族。由於古代沒有電的概念，因此被成為“雷法師”。昭和初期，在伴隨著謎樣的大爆炸，家園以及一族全員均死亡。
現在狀況：斷絕
天河
〈序列第陸〉
擁有能力渡光。效果為強化物品。各項能力都不是非常出眾的天河家憑著這個能力躋身斬鬼者家族行列。雖然位列在第陸位，不過與妖怪（緋鞠的祖先）共存而被其他家族歧視。
其一族之力只許男孩子繼承。
現任當家：天河優人
空須
〈序列第柒〉
以劍術進行退魔的家系。在江戶中期，由於挑戰了復活的九尾而被慘遭滅門。
現在狀況：斷絕
地走
〈序列第捌〉
體內宿有大地之力的一族，以怪力稱傲。據說只要有獎金，無論什麼委託都會接受。在大戰中跟隨尉官從軍，結果在大陸戰死。家族從此沒落（只剩下少數殘留，如三雁蘭華）。古時曾把靜水久的家族滅族。
現在狀況：斷絕
火群
〈序列第玖〉
可以自由操縱火焰的家系。大戰中，為獨逸古代遺產協會派出的兩家之一。但這兩家均在當地戰死，繼而滅亡。
現在狀況：斷絕
柊
〈序列第拾〉
操縱風的一族。並擁有非常優秀的體術。在戰國之亂時起家，為關閉冥府魔道之門，盡力協助各家斬鬼者，但其家一直沒有再出現強大的術者，因而衰退。
現在狀況：斷絕
夜光院
〈序列拾壹〉
利用超高速思考分析、解析所有的情報並有條理地組合，以此基礎作出近乎觀察未來的預知能力。雖可超速思考，但腦細胞會在不知不覺中死亡，作為斬鬼者並無特別的效力。
現任當家：夜光院柩
神宮寺
〈序列拾貳〉
出身不明，其擁有能力為黑魔法，在討伐妖魔之時嶄露頭角。因為神宮寺家操縱不同於其他家系的魔術力量，被視為異端。名列最末位。後來家族逐漸傾向於西洋黑魔術。其一族之力由女孩子繼承，在目前的斬鬼者中擁有頂級的戰鬥能力。
現任當家：神宮寺九惠守

## 漫畫
| 第1卷  |  | 守護貓娘緋鞠 1  | 2007年2月1日  | ISBN 978-4-04-712478-3 | 2007年8月21日  | ISBN 978-986-174-438-4 |
| 第2卷  |  | 守護貓娘緋鞠 2  | 2007年9月8日  | ISBN 978-4-04-712508-7 | 2008年5月22日  | ISBN 978-986-174-676-0 |
| 第3卷  |  | 守護貓娘緋鞠 3  | 2008年4月9日  | ISBN 978-4-04-712541-4 | 2008年10月9日  | ISBN 978-986-174-845-0 |
| 第4卷  |  | 守護貓娘緋鞠 4  | 2008年11月8日 | ISBN 978-4-04-712575-9 | 2009年7月10日  | ISBN 978-986-237-189-3 |
| 第5卷  |  | 守護貓娘緋鞠 5  | 2009年4月7日  | ISBN 978-4-04-712598-8 | 2009年12月30日 | ISBN 978-986-237-418-4 |
| 第6卷  |  | 守護貓娘緋鞠 6  | 2010年1月8日  | ISBN 978-4-04-712619-0 | 2010年6月4日   | ISBN 978-986-237-694-2 |
| 第7卷  |  | 守護貓娘緋鞠 7  | 2010年8月9日  | ISBN 978-4-04-712680-0 | 2011年2月12日  | ISBN 978-986-237-984-4 |
| 第8卷  |  | 守護貓娘緋鞠 8  | 2011年4月9日  | ISBN 978-4-04-712712-8 | 2011年9月21日  | ISBN 978-986-287-358-8 |
| 第9卷  |  | 守護貓娘緋鞠 9  | 2012年2月7日  | ISBN 978-4-04-712773-9 | 2012年7月12日  | ISBN 978-986-287-829-3 |
| 第10卷 |  | 守護貓娘緋鞠 10 | 2012年8月9日  | ISBN 978-4-04-712822-4 | 2013年2月22日  | ISBN 978-986-325-225-2 |
| 第11卷 |  | 守護貓娘緋鞠 11 | 2013年3月9日  | ISBN 978-4-04-712863-7 | 2013年10月15日 | ISBN 978-986-325-626-7 |
| 第12卷 |  | 守護貓娘緋鞠 12 | 2013年11月9日 | ISBN 978-4-04-712935-1 | 2014年5月14日  | ISBN 978-986-325-968-8 |

## 電視動畫
動畫版守護貓娘緋鞠於2010年1月6日開始播放。全12話。

### 製作人員
- 監督：後信治
- 系列構成：長谷川勝己
- 腳本：網谷正治、鈴木雅詞
- 角色設計：岩浪美和
- 美術監督：小坂部直子
- 色彩設計：岩井田洋
- 攝影監督：口羽毅
- 編輯：平木大輔
- 音樂：橋本由香利
- 音樂製作：古倫美亞音樂娛樂
- 音響監督：榎本崇宏
- 動畫製作：ZEXCS
- 製作：Omahima Partners

### 主題曲
片頭曲

作詞：三重野瞳
作曲・編曲：川田瑠夏
歌：AyaRuka（坂本彩&川田瑠夏）
片尾曲
「BEAM my BEAM」（第2話 - 第11話）
作詞：只野菜摘
作曲・編曲：Low-tech-Son
歌：ひまりんこ・L・しずくえす「野井原緋鞠（小清水亞美）、九崎凜子（野水伊織）、靜水久（真堂圭）、莉茲麗特・L・查爾斯（大龜明日香）、神宮寺九惠守（松岡由貴）」（第2話 - 第6話、第12話）
歌：野井原緋鞠（小清水亞美）（第7話）
歌：九崎凜子（野水伊織）（第8話）
歌：静水久（真堂圭）（第9話）
歌：莉茲麗特・L・查爾斯（大龜明日香）（第10話）
歌：神宮寺九惠守（松岡由貴）（第11話）
（第12話）
作詞：只野菜摘
作曲・編曲：Kohei by SIMONSAYZ
歌：天河優人（平川大輔）
插入曲
（第10話）
作詞：只野菜摘
作詞・編曲：川田瑠夏
歌：AyaRuka（坂本彩&川田瑠夏）

### 各話標題
| 話數 | 日文標題                 | 中文標題                 | 劇本       | 分鏡     | 演出       | 作畫監督                   | 總作畫監督    |
| ---- | ------------------------ | ------------------------ | ---------- | -------- | ---------- | -------------------------- | ------------- |
| 1    |                          | 貓和少女和過敏           | 長谷川勝己 | 後信治   | 駒屋健一郎 | 臼田美夫                   | 磯野智        |
| 2    |                          | 海上的貓娘騷動           | 鈴木雅詞   | 伊能樹   | 駒屋健一郎 | 相坂直紀                   | 烏宏明        |
| 3    |                          | 侍女貓娘                 | 網谷正治   | 德本善信 | 德本善信   | 仁井学 吉井弘幸            | 磯野智        |
| 4    |                          | 野井原的白貓             | 長谷川勝己 | 後信治   | 渡部穩寬   | 北村友幸 田中正之          | 烏宏明        |
| 5    |                          | 煩惱的貓與平常心         | 長谷川勝己 | 伊能樹   | 新田靖成   | 星野尾高廣                 | 磯野智        |
| 6    |                          | 吻×貓咪×KISS             | 鈴木雅詞   | 川崎逸朗 | 川崎逸朗   | 岩本貴玲                   | 烏宏明        |
| 7    |                          | 貓的想法與魔法少女的憂鬱 | 網谷正治   | 川崎逸朗 | 駒屋健一郎 | 藤原未来夫 清水博明        | 磯野智        |
| 8    | Curiosity killed the cat | 好奇心殺死貓             | 長谷川勝己 | 後信治   | 鬼原守     | 織岐一寬 鬼原守            | 磯野智 烏宏明 |
| 9    |                          | 貓咪鳴叫，黑暗悄然接近   | 鈴木雅詞   | 德本善信 | 德本善信   | 仁井学 清水博明            | 磯野智        |
| 10   |                          | 貓妖的心意               | 網谷正治   | 後信治   | 新田靖成   | 相坂直紀                   | 烏宏明        |
| 11   |                          | 貓娘緋鞠，身為守護之刀…  | 長谷川勝己 | 及川啟   | 川崎逸朗   | 杉本智子 吉井弘幸 仁井學   | 磯野智        |
| 12   |                          | 貓與優人與少女的純情     | 長谷川勝己 | 後信治   | 駒屋健一郎 | 島澤範子 櫻井正明 清水博明 | 磯野智        |

### 播放電視台
日本深夜動畫：下文記載的日本国内播放時間使用日本標準時間（UTC+9）表示。因為部分時間标识會採用30小时制，因此請留意这类超过24:00的时间，其實際播放時間為翌日清晨。
| 播放地區 | 播放電視台  | 播放日期                | 播放時間（UTC+9）          | 所屬電視網 |
| -------- | ----------- | ----------------------- | -------------------------- | ---------- |
| 埼玉縣   | 埼玉電視台  | 2010年1月6日 - 3月24日  | 星期三 25時30分 - 26時00分 | 独立UHF局  |
| 千葉縣   | 千葉電視台  | 2010年1月6日 - 3月24日  | 星期三 25時30分 - 26時00分 | 独立UHF局  |
| 東京都   | TOKYO MX    | 2010年1月7日 - 3月25日  | 星期四 26時30分 - 27時00分 | 独立UHF局  |
| 愛知縣   | 愛知電視台  | 2010年1月8日 - 3月26日  | 星期五 25時58分 - 26時28分 | 東京電視網 |
| 日本全國 | BS日本      | 2010年1月8日 - 3月26日  | 星期五 26時00分 - 26時30分 | 衛星電視   |
| 神奈川縣 | tvk         | 2010年1月9日 - 3月27日  | 星期六 25時00分 - 25時30分 | 独立UHF局  |
| 福岡縣   | TVQ九州放送 | 2010年1月10日 - 3月28日 | 星期日 26時30分 - 27時00分 | 東京電視網 |
| 兵庫縣   | SUN電視台   | 2010年1月11日 - 3月29日 | 星期一 25時40分 - 26時10分 | 独立UHF局  |

## 外部連結
- 富士見書房：守護貓娘緋鞠 （页面存档备份，存于） （日語）
- 超電磁少女研 - 作者官方網站（18禁）（日語）
- 動畫官方網站 （日語）